# Ranlo d'Empúries
Ranlo d'Empúries   (Empúries, 890 - Sant Joan de les Abadesses, 962) (Empúries, Alt Empordà, aprox. 890 - Sant Joan de les Abadesses, Ripollès, 962) fou la quarta abadessa de Sant Joan de Ripoll entre els anys 955 i 962.

## Orígens familiars
Ranlo era filla del comte Delà I d'Empúries i de Quíxol (germana de Guifré el Pilós) i germana de Virgília, l'amant del comte Miró II de Cerdanya.

## Núpcies i descendents
Va ingressar al monestir en quedar-se vídua i sense fills tot i que hi ha historiadors que la fan casada, en primeres núpcies amb un tal Miró, amb qui tingué un fill, Miró, i en segones núpcies amb Sunifred de Besalú amb qui tingué dos fills més, Sunifred i Quintillona.

## Fets destacats
Fou nomenada abadessa del Monestir de Sant Joan de les Abadesses l'any 955. Augmentà el patrimoni del monestir amb la cessió de l'indret de Juïgues, a l'Empordà, que rebé de la seva germana Virgília i altres béns a Vallfogona (Ripollès) i Cerdanya, també reedificà i feu consagrar pel bisbe Ató de Vic les esglésies de Vidrà, Llaés, Sora i Vallfogona, situades en les possessions del monestir (960). La seva habilitat política la va portar, al final dels seus dies, a negociar un intercanvi d'alous entre el comte Sunifred de Cerdanya i el de Besalú.